# Смирнов, Виталий Александрович
Виталий Александрович Смирнов (26 июля 1932 года, село Койгоры — 16 апреля 2020 года, Фурманов, Ивановская область) — помощник мастера Фурмановской новостроящейся фабрики Министерства лёгкой промышленности РСФСР, Ивановская область. Герой Социалистического Труда (1971).

## Биография
Родился в 1932 году в многодетной крестьянской семье в селе Койгоры (сегодня — Фурмановский район). Окончил семилетнюю школу в посёлке Дуляпино. Трудовую деятельность начал на торфопредприятии «Чистое» в этом же посёлке. Позднее переехал в город Фурманов. Обучался в вечернем техникуме. С 1957 года трудился помощником мастера на новостроящейся прядильно-трикотажной фабрике № 3 (с 1973 года — фабрика имени 50-летия СССР, в настоящее время — ПТФ № 3 ОАО ХБК «Шуйские ситцы»). Инициатор социалистического соревнования за повышение производительности труда. Несколько раз возглавлял отстающие бригады, выводя их в передовые коллективы производства. На основе его личного трудового опыта была создана «школа Смирнова», действовавшая на различных ткацких предприятий Ивановской области.
Указом Президиума Верховного Совета СССР от 5 апреля 1971 года «за выдающиеся успехи в досрочном выполнении заданий пятилетнего плана и большой творческий вклад в развитие производства тканей, трикотажа, обуви, швейных изделий и другой продукции легкой промышленности» удостоен звания Героя Социалистического Труда с вручением ордена Ленина и золотой медали «Серп и Молот».
Избирался делегатом XXIV съезда КПСС.
После выхода на пенсию проживал в родной деревне Койгоры Фурмановского района. Потом проживал в Фурманове. 
Скончался в апреле 2020 года.
Сочинения
- Чувство хозяина // Рабочий край — 1978 — 29 дек.
- Прочность рабочего слова // Рабочий край — 1973 — 24 янв.
- Постигая науку управления бригадой // Рабочий край — 1970 — 30 сент.